# Sophie Lefèvre
Sophie Lefèvre (Toulouse, 23 februari 1981) is een professioneel tennisspeelster uit Frankrijk. Zij begon met tennis toen zij vijf jaar oud was. Haar favoriete ondergrond is hardcourt. Zij speelt rechtshandig en heeft een enkelhandige backhand. Zij was actief in het proftennis van 1998 tot en met 2012.
Hoewel Lefèvre ook als enkelspeelster actief is, ligt haar nadruk op het dubbelspel. Daarin vormt zij meestal een team met Russin Maria Kondratjeva.
Na het staken van haar actieve beroepscarrière (medio 2013) stichtte zij, samen met Kondratjeva, de KL Tennis Academy in West Palm Beach (Florida, VS).

## Posities op deWTA-ranglijst
Positie per einde seizoen:
| jaar | ranking enkelspel | ranking dubbelspel |
| ---- | ----------------- | ------------------ |
| 1997 | 691               | –                  |
| 1998 | 347               | 468                |
| 1999 | 423               | 737                |
| 2000 | 403               | 423                |
| 2001 | 458               | 777                |
| 2002 | 319               | 453                |
| 2003 | 256               | 301                |
| 2004 | 393               | 262                |
| 2005 | 535               | 388                |
| 2006 | 564               | 155                |
| 2007 | 496               | 106                |
| 2008 | 767               | 114                |
| 2010 | 1082              | 103                |
| 2011 | 1037              | 104                |
| 2012 | –                 | 414                |

## Palmares

### Gewonnen ITF-toernooien dubbelspel
| nr. | finale     | toernooi       | ondergrond    | dotatie | partner           | tegenstandsters in finale                | score         |
| --- | ---------- | -------------- | ------------- | ------- | ----------------- | ---------------------------------------- | ------------- |
| 1.  | 2003-02-02 | Belfort        | hardcourt (i) | $25.000 | Kim Kilsdonk      | Liu Nannan Xie Yanze                     | 6-3, 6-3      |
| 2.  | 2006-04-16 | Jackson        | gravel        | $25.000 | Maria Kondratjeva | Seiko Okamoto Ayami Takase               | 6-0, 6-3      |
| 3.  | 2006-04-30 | Cagnes-sur-Mer | gravel        | $75.000 | Aurélie Védy      | Daniela Klemenschits Sandra Klemenschits | 2-6, 6-4, 7-6 |
| 4.  | 2007-08-18 | Penza          | gravel        | $50.000 | Ágnes Szatmári    | Mihaela Buzărnescu Veronika Kapshay      | 6-1, 6-2      |

## Resultaten grandslamtoernooien
| Legenda | Legenda                          |
| ------- | -------------------------------- |
| g.t.    | geen toernooi gehouden           |
| l.c.    | lagere categorie                 |
| –       | niet deelgenomen                 |
| G       | uitgeschakeld in de groepsfase   |
| 1R      | uitgeschakeld in de eerste ronde |
| 2R      | uitgeschakeld in de tweede ronde |
| 3R      | uitgeschakeld in de derde ronde  |
| 4R      | uitgeschakeld in de vierde ronde |
| KF      | uitgeschakeld in de kwartfinale  |
| HF      | uitgeschakeld in de halve finale |
| F       | de finale verloren               |
| W       | het toernooi gewonnen            |
| w-v     | winst/verlies-balans             |

### Enkelspel
| Toernooi        | 1999 |    | 2003 |
| --------------- | ---- | -- | ---- |
| Australian Open | –    | –  |      |
| Roland Garros   | 1R   | 1R |      |
| Wimbledon       | –    | –  |      |
| US Open         | –    | –  |      |

### Vrouwendubbelspel
| Toernooi        | 2003 | 2004 |    | 2006 | 2007 | 2008 | 2009 | 2010 | 2011 | 2012 |
| --------------- | ---- | ---- | -- | ---- | ---- | ---- | ---- | ---- | ---- | ---- |
| Australian Open | –    | –    | –  | –    | –    | –    | –    | 2R   | –    |      |
| Roland Garros   | 1R   | 1R   | 1R | 2R   | 2R   | 1R   | 1R   | 1R   | 1R   |      |
| Wimbledon       | –    | –    | –  | –    | –    | –    | –    | 2R   | –    |      |
| US Open         | –    | –    | –  | –    | –    | –    | –    | –    | –    |      |

### Gemengd dubbelspel
| Toernooi        | 2003 |
| --------------- | ---- |
| Australian Open | –    |
| Roland Garros   | 1R   |
| Wimbledon       | –    |
| US Open         | –    |